# Physalis hederifolia
Physalis hederifolia ist eine Pflanzenart aus der Gattung der Blasenkirschen (Physalis) in der Familie der Nachtschattengewächse (Solanaceae).

## Beschreibung
Physalis hederifolia ist eine ausdauernde, krautige Pflanze, die eine Wuchshöhe von 10 bis 50 cm erreichen kann. Sie ist mit unterschiedlichen langen und gelenkigen sowie kurzen Trichomen oder ausschließlich mit kurzen Trichomen behaart, die Behaarung kann klebrig, drüsenköpfig oder keins von beiden sein. Gelegentlich treten stellenweise auch sternförmige Trichome auf. Die Blattspreiten der Laubblätter sind fast nierenförmig bis eiförmig, selten eiförmig-lanzettlich. Der Blattrand ist grob und unregelmäßig hervorspringend gezähnt bis schwach gelappt bis gewellt oder ganzrandig. Die größeren Blätter sind 20 bis 50 (selten bis 80) mm lang und 15 bis 40 (selten bis 60) mm breit. Die Blattstiele haben eine Länge von 10 bis 45 mm.
Die Blüten stehen an Blütenstielen mit einer Länge von 2 bis 7 (selten bis 15) mm. Zur Blütezeit ist der Kelch 5 bis 9 mm lang und an der Basis der Kelchlappen 4 bis 6 mm breit. Die Kelchlappen sind 2 bis 4 mm lang und dreieckig bis lanzettlich geformt. Die Krone ist auffällig bis undeutlich gefleckt, 7 bis 10 mm lang und 10 bis 17 mm breit. Der Kronsaum ist zurückgebogen, wenn die Blüte voll geöffnet ist. Die Staubbeutel sind meist gelb, gelegentlich auch violett überhaucht und 2 bis 4 mm lang. Sie stehen an leicht verdickten Staubfäden, die eine Länge von 1 bis 5 mm erreichen.
Die Frucht ist eine 9 bis 15 mm breite Beere. Sie wird von einem sich vergrößernden Kelch umgeben, der an der reifen Frucht 12 bis 25 mm lang und 9 bis 17 mm breit ist und einen zehnwinkligen oder zehnrippigen Querschnitt besitzt. Die Behaarung des Fruchtkelchs kann variieren, die Stiele vergrößern sich an der Frucht auf 5 bis 10 mm.
Die Chromosomenzahl beträgt 2n = 24 oder 48.

## Verbreitung
Die Art ist in Mexiko verbreitet.